# Bolzano Giants
Bolzano Giants (español: Gigantes de Bolzano) es un equipo de fútbol americano de Bolzano, provincia autónoma de Bolzano (Italia).

## Historia

#### Inicios
El fútbol americano llegó en Bolzano en 1981, por la voluntad de Fausto Rebaudo y Stephen Rossetti que fundó el equipo de los Gigants que después de una división retiró algunos atletas para fundar los Jets con el fundamento de ambos equipos se basaban eno las dos grandes franquicias en Nueva York : los Giants y los Jets . El primer campeonato fue difícil para ambos: una victoria única en 10 carreras para los Gigants, una victoria y un empate para sus hermanos. Sin embargo, mientras los Jets jugaban 12 temporadas en la Serie A, llegando al campeonato de semifinales en 1986, para los Gigantes después de solo dos temporadas se abrieron las puertas de la relegación y el fracaso.
En 1986 Argeo Tisma decidió hacerse cargo de los Climbers Predazzo, en dificultades financieras, con la intención de llevarlos a jugar en Bolzano; sin embargo, esto no fue posible y los Climbers se vieron obligados a jugar. El mismo Tisma en 1989 disolvió los Escaladores Laives Climbers y refundó a los Gigants, con el nombre de Nuevos Gigants Bolzano.

#### Refundación
La temporada de 1989 vio a la compañía militar en la Serie B del Campeonato Nacional Italiano. De los 25 equipos se podría promoverse en serie A2, pero las segundas fases de los Gigants fueron derrotados por los nuevos isleños Venezia. El nuevo equipo luego sirvió en la serie A2 hasta 1994, cuando celebró el regreso en la máxima categoría.
Desde el '95 los Gigants, que fue el único equipo en la capital del Sur, han permanecido siempre en la parte superior del fútbol italiano, jugando dos Superbowl en 1999 y 2000, ambos perdidos en contra de la leones de Bergamo Lions, y dos ediciones de ' Eurobowl en 2000 y 2001.

#### Nueva Liga
En 2008 estuvieron entre los equipos fundadores de la nueva Liga Italiana de Fútbol.

#### Primer Título
En 2009, arrastrados por los estadounidenses Reggie Greene, Eric Marty y Edwin Reed, además de una gruesa patrulla de refuerzos italianos, los Gigants disputan una temporada para enmarcarse y obtener su primer título de su historia. Después de una espléndida Temporada Regular, caracterizada por éxitos espectaculares y por una sola derrota con los Panthers Parma, la obra maestra en las semifinales contra los Lions les da a los chicos de Argeo Tisma el SUPERBOWL. Y aquí, en el estadio Todoli en Cervia, los Bolzanis completan la obra superando a los Marines Lazio y conquistando su primer e inolvidable título italiano.